# Fuggerstraße 5 (Oberstdorf)

Fuggerstraße 5 in Oberstdorf (SW-Ansicht)

Das Gebäude Fuggerstraße 5, am Westrand des Oberstdorfer Ortskerns, ist das ehemalige Gästehaus des 1936 bei Schlosserarbeiten abgebrannten hochherrschaftlichen Sommersitzes der Fürstenfamilie Fugger-Babenhausen.

## Geschichte
Um 1890 erwarb Karl Fürst Fugger-Babenhausen im freien Wiesengelände südwestlich Oberstdorfs ein Grundstück und ließ im Jahr 1892 durch Leonhard Romeis einen Sommersitz errichten, der als Fuggerhaus mit der damaligen Hausnummer 162 ⅓ in das Adressbuch einging.
Nach dem Tode des Fürsten bekam die Gräfin Janka Vojkffy, eine Neffin, das Wohnrecht für das gesamte Anwesen mit den vier Gebäuden. Westlich neben dem Fuggerhaus stand das kleine Häuschen der Bediensteten, das als Villa Fürstenwart bezeichnet wurde. Als weiteres Gebäude stand ein Gartenhaus in der Südostecke des Grundstücks. Das Haus, in dem nach Zweiten Weltkrieg Heimatvertriebene untergekommen waren, musste 1970 abgerissen werden, weil es heruntergewirtschaftet war. Am Westrand des Grundstücks wurde schließlich im Jahr 1904 parallel zur Fuggerstraße das einzige heute noch bestehende Gebäude des ehemaligen Fuggerschen Anwesens errichtet. Das als Weberhaus bezeichnete heutige Baudenkmal wurde nach dem Handwerk benannt, mit dem die Fugger im 15. Jahrhundert ins Augsburger Bürgertum aufgenommen wurden. Bis 1926 diente es als Gästehaus. Wann die Balkone an der Süd- und Ostseite angebracht wurden, ist nicht bekannt.

Ostansicht

1935 verkauften die Erben von Karl Fürst Fugger-Babenhausen den Sommersitz an den Markt Oberstdorf. Janka Vojkffy zog in die Plattenbichlstraße und nahm das Gästebuch des Fuggerhauses mit. Der Verkehrs- und Kurverein Oberstdorf plante, das Anwesen als Kur- und Lesehaus zu nutzen. Bei den Umbauarbeiten kam es jedoch 1936 zu einer folgenschweren Unachtsamkeit beim Schweißen und das Haus brannte ab. Das Gebäude wurde nie mehr aufgebaut.
Während des Zweiten Weltkriegs wurden in dem Gästehaus Sprechstunden von überörtlichen Behörden abgehalten, und in einem Raum bekam die Hitlerjugend die Möglichkeit, kameradschaftliche Schulungen durchzuführen. In der Nachkriegszeit und bis heute wird das frei zugänglich im Fuggerpark stehende Gebäude von der Marktgemeinde Oberstdorf als Mietshaus genutzt.

## Beschreibung
Der von Nord nach Süd gerichtete, langgezogene, eingeschossige Holzblockbau besitzt einen Kniestock, der zum Erdgeschoss durch ein stilvolles Gurtgesims abgetrennt ist. Neben den Erdgeschoss-Veranden und den darüber angebrachten Dachgeschoss-Balkonen an der Süd- und Ostseite stellen die geschnitzten Fensterumrahmungen das reichste Gestaltungselement dar.